# Leonard’s Bakery
Leonard’s Bakery — португальская пекарня в Гонолулу, известная популяризацией маласады (жареный, слегка хрустящий жёсткий пончик без дырки), которая стала частью гавайской кухни. Португальские иммигранты принесли маласаду на Гавайи в начале XX столетия. Леонард открыл свою пекарню в 1952 году, предоставив маласаду более широкой аудитории. Со временем пекарня стала известной на Гавайях в континентальных штатах США. В 2008 была открыта франшиза в Японии.
Пекарня была открыта в 1952 году Маргарет и Фрэнком Леонардом Рего-старшим. На продажу маласад Фрэнка вдохновила его мать. Маласада — португальский пончик без отверстия, хрустящий снаружи и вязкий внутри. Португальцы, работавшие на плантациях привезли с собой рецепт на Гавайи, куда они эмигрировали на рубеже 19 и 20 столетий. Пекарня Леонарда стала известной как «старомодная plain-Jane пекарня», популяризующая выпечку и десерты португальской кухни, такие как португальские сладкие булочки с начинкой из традиционной гавайской хаупии.
По состоянию на 2011 год пекарня остаётся семейным предприятием, принадлежащим Леонардом Рего-младшим. Его дети работают в пекарне, как и он сам когда-то.
Эндрю Маккарти из журнала National Geographic Traveler писал, что пекарня «прикована» к своим окрестностям. Леонард на Гавайях — это как фамилия. Жители других Гавайских островов часто приносят домой маласады Леонарда как «оми-яге» (подарок-сувенир). Жареная булочка похожая на пончик очень необычная для Гавайев широко известна в континентальных штатах США и в мире. Пекарня в Гонололу служит целью по меньшей мере одного тура на острова. В 2012 году газета Honolulu Star-Advertiser сообщила, что пекарня продаёт свыше 15 тыс. маласад ежедневно а всего с момента открытия было продано свыше 160 млн маласад.
В декабре 2008 Рего-младший открыл франшизу в Японии в торговом центре Japan’s Yokohama World Quarter Shopping Center. Сначала в заведении продавалась только корица и маласады, но потом стали продавать маласады с начинкой. В марте 2008 года японские инвесторы из Forest Inc. обратились к Рего-младшему с просьбой предоставить им лицензию. Рего-младший посчитал, что с учётом мирового кризиса «чего-то лучшего трудно было желать». Сделка была заключена за три месяца до открытия франшизы, за полторы недели собственник подготовил персонал. Рего-младший планирует открыть больше франшиз в Японии и на других островах Гавайев. В 2009 году в трех магазинах компании (два на Оаху и один в Иокогаме) и двух торговых фургонах работало 60 человек.